# Ixora myriantha
Ixora myriantha är en måreväxtart som beskrevs av Elmer Drew Merrill. Ixora myriantha ingår i släktet Ixora och familjen måreväxter. Inga underarter finns listade i Catalogue of Life.